# Jan Štejfa
Jan Štejfa (ur. 4 września 1975) – czeski lekkoatleta, specjalizujący się w biegach sprinterskich.
Medalista Młodzieżowych Mistrzostw Europy (1997). 

## Osiągnięcia
- Młodzieżowe Mistrzostwa Europy, Turku 1997
  - srebrny medal – sztafeta 4 × 400 m

## Rekordy życiowe
- bieg na 400 metrów
  - stadion – 46,50 (1997)
  - hala – 47,77 (2000)